# František Nedělka
František Nedělka (23. září 1913 Vídeň – 70. léta 20. století Spojené království) byl československý voják a příslušník výsadku Chalk.

## Mládí
Narodil se 29. září 1913 ve Vídni. Otec František pracoval na berní správě, matka Božena, rozená Vrbická byla v domácnosti, později se narodila sestra Božena. Rodina se záhy přestěhovala do Moravské Ostravy, kde otec krátce nato zemřel. Matka se znovu provdala.
V Moravské Ostravě absolvoval pět tříd obecné školy a nedokončil reálné gymnázium. V letech 1932–1935 se vyučil knihařem. Základní vojenskou službu nevykonával.

## V exilu
Po okupaci Čech a Moravy přešel v červnu 1939 hranice do Polska, kde byl prezentován na čs. konzulátu v Krakově. Odtud se v červenci přesunul do Francie, kde vstoupil do Cizinecké legie. 19. října 1939 byl po prezentaci v Agde zařazen nejprve k 1. pěšímu pluku československé armády a později k 3. pěšímu pluku. Bojů o Francii se zúčastnil již v hodnosti svobodníka v řadách 2. pěšího pluku. Po pádu Francie byl evakuován do Anglie.
V Anglii byl znovu zařazen k 2. pěšímu pluku a 28. října 1940 povýšen na desátníka. V létě 1941 byl vybrán pro výcvik k plnění zvláštních úkolů. od 25. října 1941 do 4. června 1943 absolvoval základní sabotážní kurz, parakurz, kurz průmyslové sabotáže, dále pak konspirační kurz s následným výcvikem v civilním zaměstnání. Již v rámci skupiny Chalk a v hodnosti rotného absolvoval od 5. června do 27. září 1943 konspirační cvičení, spojovací cvičení s následným spojovacím výcvikem a speciálním spojovacím výcvikem. Od 28. září 1943 byl umístěn na vyčkávací stanici STS 19. Odtud se 8. října přesunul na vyčkávací stanici v Itálii.

## Nasazení
Společně s ostatními příslušníky desantu byl 9. dubna 1944 po půlnoci vysazen u obce Větrov u Kamýku nad Vltavou. Jako radistovi se mu podařilo navázat spojení s Londýnem, ale již 13. května byl v Chraštičkách zatčen gestapem. Po výslechu a konfrontaci s npor. Horákem, který již s gestapem spolupracoval vyzradil místo, kde byla ukryta radiostanice. Z donucení se účastnil německé radiové protihry Seni. Vězněn byl nejprve na Pankráci, později na Jenerálce. 4. května 1945 byl německými bezpečnostními orgány pověřen sabotážními úkoly proti Rudé armádě. 7. května byl propuštěn a odešel ke svým rodičům.

## Po válce
12. května 1945 se přihlásil na MNO u plk. Karla Palečka. Den nato byl zatčen NKVD a postupně odvezen do Nového Bydžova a poté do Moravské Ostravy. 12. července 1945 byl již opět v Praze vyslýchán orgány OBZ a umístěn do vazby. Žaloba jej vinila ze spáchání zločinu vojenské zrady. Propuštěn byl 12. února 1946, trestní stíhání bylo zastaveno 14. února. 14. června 1946 odešel ze služebního poměru na vlastní žádost.
V srpnu 1946 nastoupil u ministerstva zahraničí jako radiotelegrafista a byl odeslán do Hamburku. Odtud v dubnu 1948 odešel do Anglie. Poslední známé místo pobytu je Manchester.
25. dubna 1947 byl povýšen do hodnosti nadporučíka pěchoty v záloze.

## Vyznamenání
- 1944 –  Pamětní medaile československé armády v zahraničí se štítky Francie a Velká Británie
- 1946 –  Československý válečný kříž 1939
- 1946 –  Československá medaile Za chrabrost před nepřítelem
- 1946 –  Československá medaile za zásluhy II. stupně